# Estatina
Les estatines (o inhibidors de la HMG-CoA reductasa) són una classe de fàrmacs hipolipemiants que baixen els nivells de colesterol en les persones.
Redueixen el colesterol mitjançant la inhibició de la reductasa de la HMG-CoA, que és l'enzim limitant de la velocitat de la via del mevalonat de la síntesi de colesterol. La inhibició d'aquest enzim produeixen una disminució de la síntesi de colesterol en el fetge, així com l'augment dels receptors de LDL, produint un augment de l'eliminació de les lipoproteïnes de baixa densitat (LDL) del torrent sanguini. Els primers resultats es poden veure després d'una setmana d'ús i l'efecte és màxim després de quatre a sis setmanes.
Fàrmacs comercialitzats al mercat espanyol:
- Simvastatina (EFG, Alcosin, Pantok, Zocor)
- Lovastatina (EFG, Colesvir, Taucor)
- Pravastatina (EFG, Liplat, Pritadol)
- Fluvastatina (EFG, Digaril, Lescol, Liposit, Vaditon)
- Atorvastatina (EFG, Atoris, Cardyl, Prevencor, Thervan, Zarator)
- Rosuvastatina (EFG, Alcotina, Alzil, Arrox, Crestor, Kastia, Provisacor, Vaxar)
- Pitavastatina (EFG, Alipza, Livazo)